# Fluxus

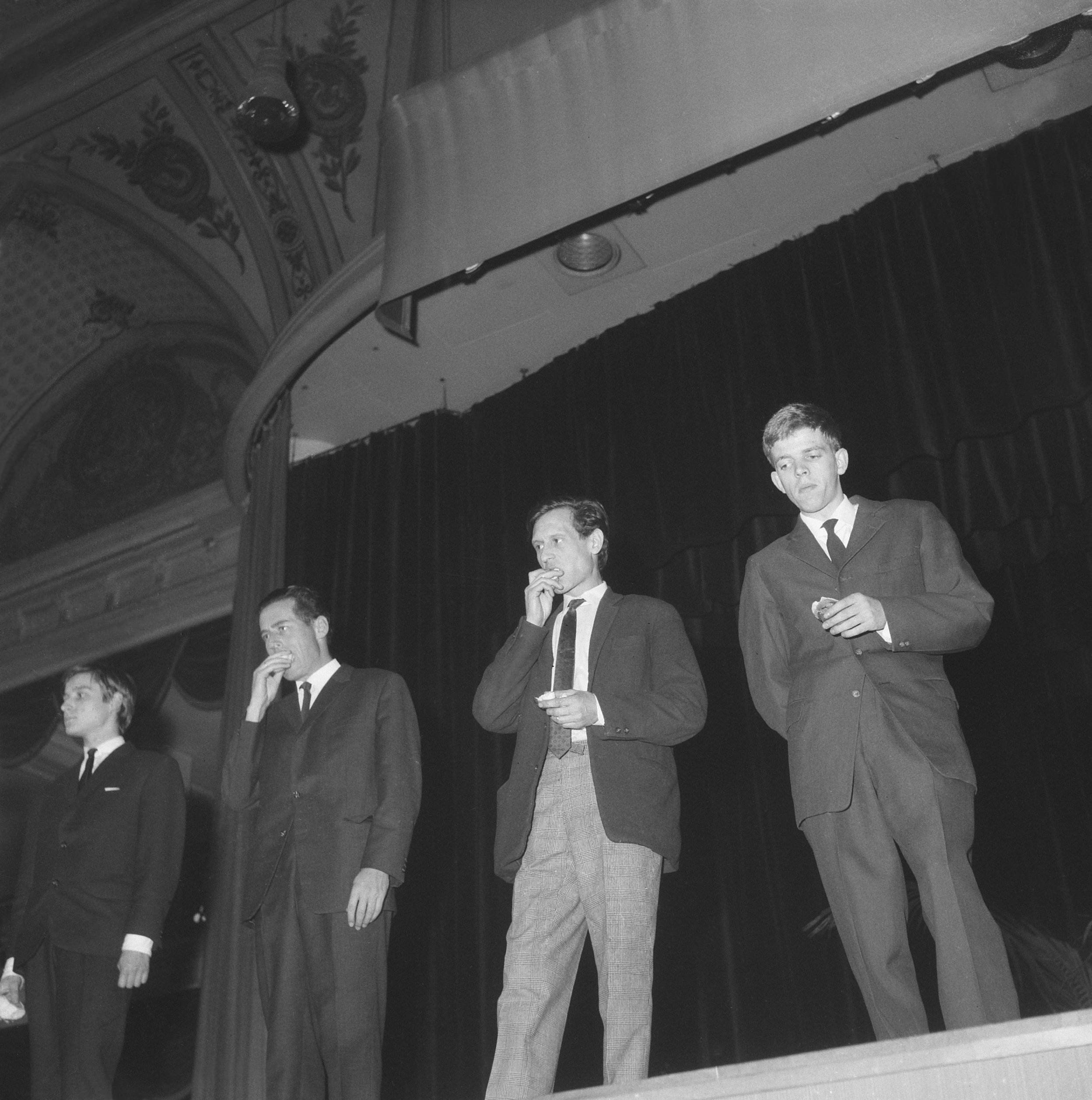
Concert for submarine sandwiches durante il Fluxfest nella Kurhaus Scheveningen tenuto in Olanda il 13 novembre 1964

Fluxus è un network internazionale di artisti, compositori e designer conosciuti per aver mescolato negli anni sessanta diversi media e diverse discipline artistiche lavorando nel campo della performance, del Neo-Dada, del rumorismo, nelle arti visive, nella pianificazione urbanistica, nell'architettura, nel design e nella letteratura.
Fluxus ebbe una corrente interna dalla sensibilità fortemente anti-commerciale e anti-artistica. Nel descrivere Fluxus viene spesso utilizzato il termine Intermedia, coniato da Dick Higgins per descrivere attività artistiche interdisciplinari di vario tipo. Fluxus fu poi fortemente influenzato dalle idee di John Cage sulla sperimentazione, che prevedeva l'inizio di azioni, senza sapere a quale risultato avrebbero eventualmente portato, dando così molta più importanza al processo di creazione che al prodotto finale.
Altra figura che influenzò il movimento fu l'artista francese Marcel Duchamp; ideatore del concetto di ready-made e originariamente attivo nel movimento Dada, fu attivamente coinvolto anche in Fluxus. George Maciunas, che del gruppo fu il fondatore, coniò il nome nel 1961 come nome della rivista del movimento.

## Storia di Fluxus fino al 1965

### Anni '50: Le origini

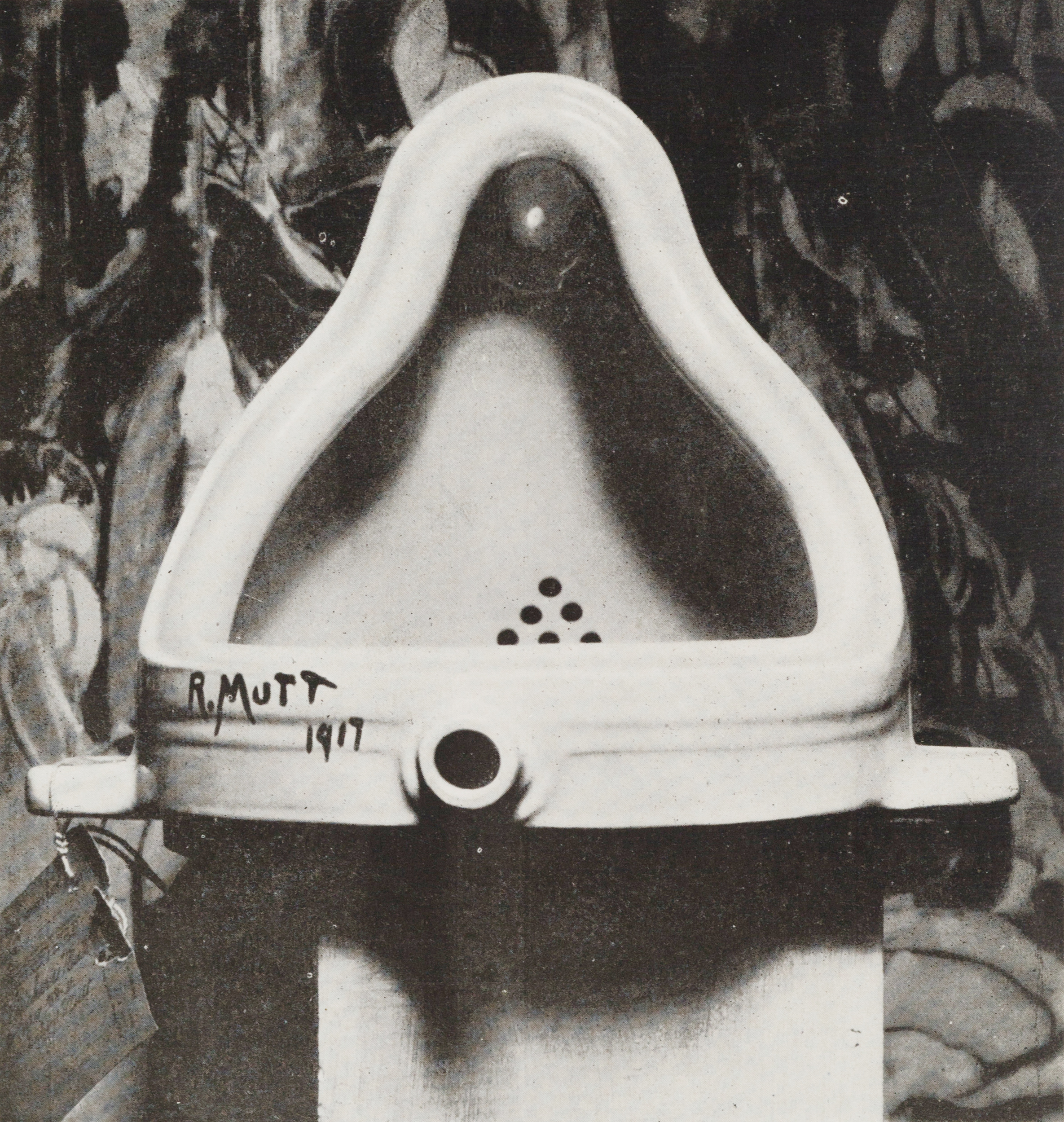
Fontana di Marcel Duchamp fotografata da Alfred Stieglitz

Le origini di Fluxus possono essere rintracciate in molti dei concetti espressi dal compositore statunitense John Cage e nella sua teorizzazione della musica sperimentale degli anni cinquanta. Cage pianificò una serie di categorie di Composizioni Sperimentali che iniziarono tra il 1957 ed il 1959 presso la New School for Social Research di New York, che esploravano le nozioni di "indeterminatezza" nell'arte. Questo lavoro di classificazione, più tardi portato avanti da Richard Maxfield, fu seguito da molti artisti e compositori, che in seguito presero parte all'esperienza Fluxus formandone il nucleo centrale: Jackson Mac Low, La Monte Young, George Brecht, Al Hansen, Dick Higgins e più tardi George Maciunas.
Altre influenze importanti possono poi essere ritrovate nel lavoro di Marcel Duchamp, che coniò il termine anti-arte nel 1913 assieme ai primi ready-made, una serie di opere create esponendo e decontestualizzando una serie di oggetti della quotidianità, negando quindi di fatto la necessità dell'abilità tecnica come veniva intesa nelle Arti Visive tradizionali. Un esempio famoso tra i suoi ready-made è Fontana. Quando nel 1915, Duchamp arrivò da Parigi a New York, formò immediatamente un gruppo con Francis Picabia e Man Ray. Nel 1916 i tre divennero il centro delle attività Anti-Arte negli Stati Uniti e le loro opere divennero in seguito seminali nello sviluppo di Fluxus e più in generale dell'Arte concettuale, tanto che le attività che poi presero nomi diversi come Fluxus, Happening, Nouveau Réalisme, Pop art, mail art, performance art ed altro, venivano spesso raggruppate sotto il termine ombrello "Neo-Dada".
Un certo numero di eventi ed happening anticiparono la creazione di Fluxus e sono oggi considerati eventi proto-Fluxus. Tra questi sono da citare una serie di concerti d'appartamento in Chambers Street a New York, curati da Yōko Ono e La Monte Young nel 1961, e in cui trovarono spazio Jackson Mac Low, Joseph Byrd e Henry Flynt; lo Yam, un festival lungo un mese tenutosi nella parte settentrionale di New York e curato da George Brecht e Robert Watts nel 1963, in cui intervennero Ray Johnson e Allan Kaprow; e una serie di concerti tenuti nello studio di Mary Bauermeister a Colonia tra il 1960 ed il 1961, che videro la partecipazione tra gli altri di Nam June Paik e John Cage.

### Il primo Fluxus e il Neo-Dada

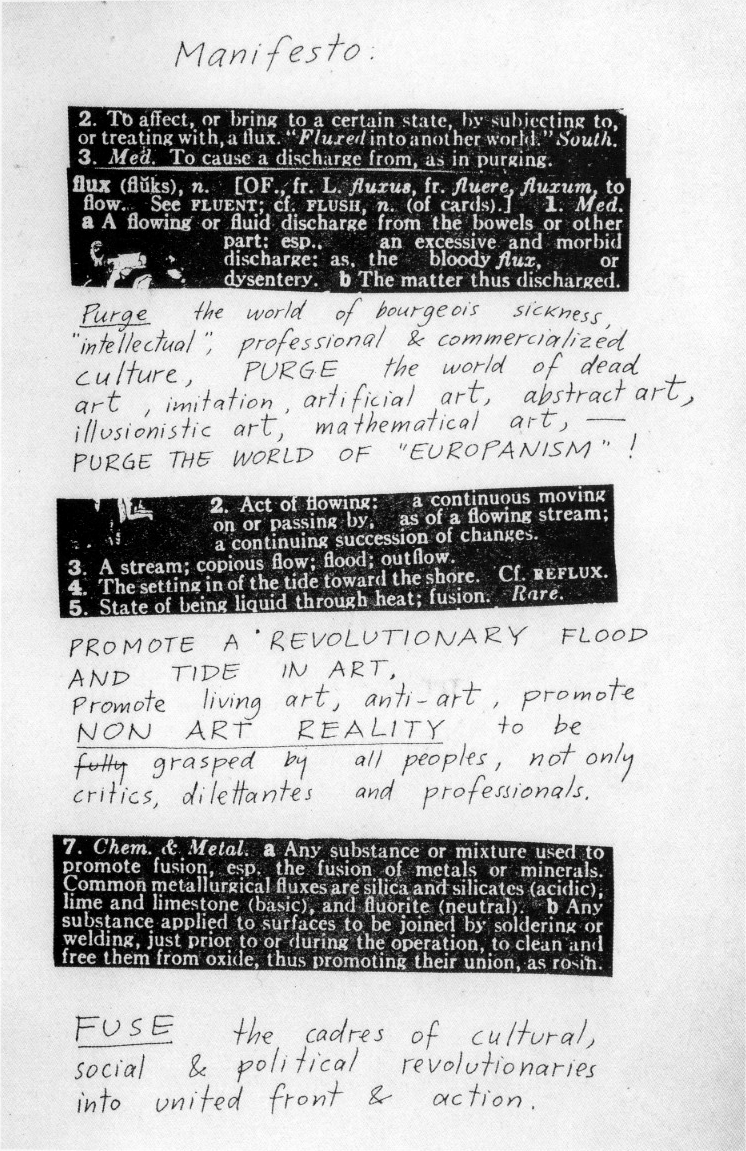
Il manoscritto del Manifesto di Fluxus di George Maciunas, Festum Fluxorum Fluxus, Düsseldorf, febbraio 1963

Il movimento nasce da un'idea del lituano-americano George Maciunas (1931-1978), che lo concepì come un tentativo di fondere le istanze rinnovatrici culturali, sociali e politiche in un unico fronte d'azione. Dopo aver lasciato la Lituania alla fine della seconda guerra mondiale, la sua famiglia si spostò a New York, dove Maciunas venne in contatto con un gruppo di artisti e musicisti che gravitava attorno a John Cage e a La Monte Young. In questi anni Maciunas aprì la AG Gallery a Madison Avenue, in cui presentò i lavori di Higgins, Ono, Jonas Mekas, Ray Johnson, Flynt e Young, per poi trasferirsi a Wiesbaden, nella Germania Ovest, nel 1961, dove aveva trovato un lavoro da graphic designer per la US Air Force. Maciunas fu il primo a coniare il termine Fluxus (inteso come to flow, "fluire", "scorrere") e a renderlo pubblico in una brochure che distribuì al pubblico delle tre conferenze musicali Musica Antiqua et Nova organizzate nel 1961 da Maciunas Ken Friedman, Ben Patterson, Nam June Paik, Wolf Vostell, Joseph Beuys, Charlotte Moorman, Ben Vautier, e in Italia tra gli altri, i fiorentini Giuseppe Chiari e Sylvano Bussotti oltre che a Gianni-Emilio Simonetti.
Il 9 giugno 1962 Maciunas promosse il Fluxus festival allo Städtisches Museum di Wiesbaden (Germania) dal titolo Aprés Cage; Kleinen Sommerfest (traduzione dal tedesco: Dopo Cage; Un Piccolo Festival Estivo); le tappe successive che segnarono la rapida diffusione del movimento in Europa e in Asia furono Copenaghen, Parigi, Düsseldorf, Amsterdam, L'Aia, Londra, Nizza e successivamente il Giappone.
Maciunas, che fu un avido storico delle arti, inizialmente si riferiva a Fluxus con i termini neo-dadaism or renewed dadaism. Fu Raoul Hausmann, un artista appartenuto al primo nucleo dell'originale Dada, che in uno scambio epistolare con Maciunas, sconsigliò il riutilizzo di queste vecchie definizioni.

### I Festival europei, i diagrammi ed i Fluxkits
Nel 1962 Maciunas, Higgins e Knowles, viaggiarono per l'Europa per promuovere Fluxus con concerti di strumenti musicali antichi. Con l'aiuto di un gruppo di artisti che includevano, oltre a Joseph Beuys e Wolf Vostell, anche gli italiani Giuseppe Chiari e Sylvano Bussotti, Maciunas organizzò una serie di Fluxfest in tutta l'Europa occidentale, partendo dai 14 concerti organizzati tra l'1 ed il 23 settembre a Wiesbaden, presentando tra gli altri, i lavori di John Cage, Ligeti, Penderecki, Terry Riley e Brion Gysin accanto a lavori di Higgins, Knowles, George Brecht and Nam June Paik e molti altri. Tra queste vi fu anche il concerto dal titolo Piano Activities di Philip Corner, che fu conosciuto per la sfida alla condizione di importanza del pianoforte nelle case della Germania post-bellica. L'azione si concludeva con la totale distruzione del pianoforte da parte dei performer, creando così scandalo, tanto che in un servizio televisivo tedesco fu introdotto con la frase "I lunatici sono fuggiti!"
Fin dal 1950 Maciunas applicò i concetti di disgregazione ed espansione dello spazio/tempo tipici del lavoro compositivo di Cage per ricostruire macro periodi storici, componendo così i suoi primi diagrammi Atlas of Russian History (1950), Atlas of Prehiry of Art Chart (1958) e Greek and Roman History of Art Chart (1955-1960). Questi diagrammi, che erano tracciati su fogli da block notes, erano suddivisi in aree di contenuti all'interno di assi spazio-temporali, che potevano essere approfonditi aprendo altri foglietti costruiti come dei libri animati.
Lo stesso concetto fu poi applicato a quelli che poi furono battezzati come Diagrammi di Fluxus o Fluxcharts di cui il primo, dal titolo Time/time projected in 2dim.space POETRY GRAPHICS/space projected in time GRAPHIC MUSIC/Time/Time procede in space MUSIC THEATRE (o abbreviato Time-Space Charts), è datato dicembre 1961 e fu presentato alla Galleria Parnass di Wuppertal durante un festival Neo-Dada. In questo e nei diagrammi successivi, Maciunas ricostruisce le pratiche artistiche in un flusso che va dal Futurismo al Dada, dalla Poesia sonora al collages, suddividendo poi in discipline i Fluxartisti, collocandoli in 13 discipline attraverso rette da lui battezzate time-art e space-art. Nuovi diagrammi furono poi riproposti nel tempo sviluppando questa propensione al networking e collaborando continuamente con gli altri artisti di Fluxus che lo tenevano costantemente aggiornato sull'evoluzione dei loro lavori. Altri diagrammi da ricordare furono il Fluxus (Its historical Development and Relationship to Avant-garde Movements) del 1966 e l'opera omnia Diagram od Historical Development of Fluxus and other 4 Dimensional, Aural, Opti, Olfactory. Ephitelial and Tactile Art Forms del 1973.
Contemporaneamente Maciunas iniziò la pubblicazione di libri prodotti in multipli e serie, collaborando con gli artisti coinvolti nelle performance. Le prime tre ad essere stampate furono Composition 1961 di La Monte Young, An Anthology of Chance Operations edite da Young e Mac Low e Water Yam di George Brecht. Water Yam, che racchiudeva in una scatola di cartone una serie di disegni stampati su piccoli fogli di carta, divenne poi il primo di una serie di opere stampate da Maciunas che furono chiamate Fluxkits. Economiche, prodotte in serie e facilmente distribuite, le Fluxkits dovevano inizialmente diventare una catalogazione espansa della moderna performance art.

### New York e i FluxShops
Allo scadere del contratto di lavoro con la US Air Force, Maciunas fu costretto a tornare nuovamente a New York il 3 settembre 1963, dove ricominciò la sua attività organizzativa con 3 concerti di strada e l'apertura di un negozio a Canal Street di Manhattan, che chiamò Fluxhall. Altri 12 concerti furono organizzati in Canal Street tra l'11 aprile ed il 23 maggio del 1964, proseguendo sui passi già battuti dalla scena artistica newyorkese. Seguendo gli insegnamenti di Brecht, le persone di Fluxus avevano capito che le sale da concerto, i teatri e le gallerie d'Arte erano una forma di mummificazione, preferendo così le strade, le case o le stazioni ferroviarie. Maciunas riconobbe un potenziale politico radicale nelle produzioni anti istituzionali, pratiche che furono un'importante risorsa per il suo impegno. Grazie al negozio di New York, Maciunas costruì una rete distributiva per la nuova arte, prima con l'Europa e in seguito con punti vendita in California e in Giappone. Gallerie e altri punti vendita furono aperti tra l'altro ad Amsterdam, a Villefranche-sur-Mer, a Milano e a Londra. Nel 1965 fu reperibile la prima antologia Fluxus 1, che consisteva in una serie di buste rilegate a catalogo costruito assieme agli artisti che vi avevano messo loro lavori. Molti degli artisti presenti divennero poi molto famosi e tra loro c'era LaMonte Young, Christo e Yōko Ono. Altre opere reperibili nei negozi comprendevano pacchi di carte manomesse da George Brecht, scatole sensoriali di Ay-O, un bollettino periodico con contributi di artisti e compositori come Ray Johnson e John Cale, e barattoli di latta pieni di poesie, canzoni e ricette di cucina di Alison Knowles. Una videocassetta con il matrimonio di George e Billy Maciunas fu prodotta da Dimitri Devyatkin.

### Originaledi Stockhausen
Dopo essere ritornato a New York, Maciunas riprese i contatti con Henry Flynt, che incoraggiava i membri di Fluxus a prendere posizioni politiche più esplicite. Fu anche in seguito a queste discussioni che l'8 settembre 1964 organizzarono un picchetto dimostrativo alla première Americana di Originale, lo spettacolo del compositore tedesco Karlheinz Stockhausen ritenuto dai due un "imperialista culturale". Il risultato fu che alcuni membri, tra cui Nam June Paik e Jackson Mac Low, si espressero come contrari al picchetto, generando così inimicizie e controversie tra i membri del gruppo. Le polemiche continuarono poi con il 2nd Annual New York Avant Garde Festival organizzato da Charlotte Moorman, che Maciunas non vide di buon occhio, asserendo che tale festival non aveva niente a che fare con Fluxus e minacciando l'espulsione di chi vi avesse partecipato. L'ostilità nei confronti di Moorman continuò nel tempo, nonostante il disorientamento della Moorman, che nonostante questo continuò a sostenere l'arte e gli artisti di Fluxus.

## Storia di Fluxus dal 1965 al 1978

### La percezione di insurrezioni e l'influenza asiatica
Il picchetto di Originale segnò l'apice dell'approccio agit prop di Maciunas, che nel tempo aveva escluso molti dei sostenitori di Fluxus della prima ora; Jackson Mac Low se ne andò subito dopo aver ascoltato i piani "antisociali" disposti nell'aprile del 1965, come il blocco dei camion nello Hudson River. Anche Brecht ne seguì la strada lasciando New York nella primavera del 1965. Nonostante fosse rimasto fedele agli ideali Fluxus, Dick Higgins litigò con Maciunas all'incirca nello stesso periodo, probabilmente perché quest'ultimo aveva fondato la Something Else Press, che stampava numerosi testi di personaggi chiave legati al movimento Fluxus e di altri membri dell'avant garde. Charlotte Moorman continuò a presentare i suoi annuali Avant Garde Festivals.

## Artisti fluxus
- Arman
- César Baldaccini (César)
- Franco Ballabeni
- Joseph Beuys
- Mary Bauermeister
- George Brecht
- Bazon Brock
- John Cage
- Giuseppe Chiari
- Walter Cianciusi
- Philip Corner
- Morton Feldman
- Robert Filliou
- Matteo Fioretti
- Henry Flynt
- Ken Friedman
- Al Hansen
- Rosanna Grisorio
- Cairn Hedland
- Geoffrey Hendricks
- Dick Higgins
- Ruud Janssen
- Ray Johnson
- Joe Jones
- Alison Knowles
- Takehisa Kosugi
- Shigeko Kubota
- George Landow
- Jackson Mac Low
- George Maciunas
- Barry McCallion
- Adolfas Mekas
- Gustav Metzger
- Larry Miller
- Charlotte Moorman
- Yōko Ono
- Nam June Paik
- Ben Patterson
- Dieter Roth
- Ric Royer
- Takako Saito
- Gianni Sassi
- Giovanni Tufano
- Wim T. Schippers
- Carolee Schneemann
- Gianni-Emilio Simonetti
- Litsa Spathi
- Daniel Spoerri
- Yasunao Tone
- Ben Vautier
- Wolf Vostell
- Yoshi Wada
- Robert Watts
- Emmett Williams
- La Monte Young
- Max Neuhaus

## Film
- Neo Flux Film, Joseph Beuys, Nam June Paik, Wolf Vostell, Yōko Ono, 1990.[20]
- Nie wieder störungsfrei! Aachen Avantgarde seit 1964, 2012[21]
- Travelling (in) to Fluxus.. de Irene Di Maggio, 2014.[22]
- Malpartida Fluxus Village de Maria Pérez, 2015.[23]